# Scorzonera hispanica var. crispatula
Scorzonera hispanica subsp. crispatula é uma variedade de planta com flor pertencente à família Asteraceae. 
A autoridade científica da variedade é DC., tendo sido publicada em Prodr. 7: 121. 1838.
Os seus nomes comuns são escorcioneira, escorcioneira-da-terra-fria ou escorcioneira-eriçada.

## Portugal
Trata-se de uma variedade presente no território português, nomeadamente em Portugal Continental.
Em termos de naturalidade é nativa da região atrás indicada.

## Protecção
Não se encontra protegida por legislação portuguesa ou da Comunidade Europeia.